# Emilio Polli
Emilio Polli (n. 10 aprilie 1901, Milano, Regatul Italiei – d. 30 ianuarie 1983, Milano, Italia) a fost cel mai bun înotător italian la stilul liber până în 1931, participând la Jocurile Olimpice din 1924 și la Jocurile Olimpice din 1928.
Născut într-o familie de nobili proprietari industriali cu tradiții militare, trei dintre frații săi au urmat aceeași carieră, devenind ofițeri superiori și eroi de război.
Cu un fizic puternic, o înălțime ieșită din comun pentru acei ani și cu un farmec aparte, Emilio Polli este considerat unul dintre mai reprezentativi sportivi ai epocii de pionierat a sportului modern din Italia și Europa. 
De-a lungul anilor, el a câștigat mai multe titluri naționale și a făcut parte din prima generație istorică a înotătorilor italieni capabili de a se impune pe plan internațional la sfârșitul anilor 1920 și începutul anilor 1930. Emilio Polli este considerat unul dintre cele mai reprezentativi sportivi italieni ai secolului XX.
În 1920, la vârsta de numai nouăsprezece ani, Emilio Polli se clasa pe locul 107 în topul mondial al celor mai puternici înotători din toate timpurile.

## Viața personală
Emilio Polli, născut la Milano, fiul lui Pietro Polli și al Giulia Brambilla, cel mai mic dintre cei șase frați, a ales inițial să folosească doar numele „de Franchi” în timpul concursurilor pentru a evita asocierea cu afacerea de familie „Fratelli Polli” și pentru a nu dezvălui tatălui său că își dorea să se concentreze exclusiv pe studii, fără a fi distras de activitățile familiale. După moartea tatălui său, la vârsta de 32 de ani, Emilio a preluat conducerea afacerii alimentare de familie din Milano. În acea perioadă, datorită intereselor sale, a început să se dedice și studiului nutriției alimentare aplicate în sport.